# Anne Boleyn
Pour les articles homonymes, voir Boleyn.
Anne Boleyn (vers 1501 – 19 mai 1536) est la deuxième épouse du roi Henri VIII d'Angleterre et reine consort de 1533 à 1536. Elle est la mère de la reine Élisabeth Ire. Son mariage avec Henri VIII est à l'origine du changement politique et religieux complexe, et souvent tragique, qu'a été la réforme anglaise. Accusée d'adultère, d'inceste et de haute trahison, elle est exécutée par décapitation. Il est maintenant généralement admis qu'elle était innocente de ces accusations. 
Anne Boleyn a été célébrée plus tard comme martyre dans la culture protestante, particulièrement dans l'œuvre de John Foxe.

## Biographie

### Controverse autour de sa naissance
L'absence de registre paroissial ne permet pas d'établir la date de naissance précise d'Anne Boleyn. Au début du XVIIe siècle, un historien italien a suggéré qu'elle était née en 1499, tandis que le gendre de Thomas More, William Roper suggère la date beaucoup plus tardive de 1512. De nos jours, les cercles universitaires tendent à s'accorder sur deux dates plausibles : 1501 et 1507. L'historien britannique Eric Ives, expert de la période Tudor estime que 1501 est la date la meilleure, tandis que Retha Warnicke (en), une universitaire américaine, préfère la date de 1507.
Une des pièces les plus probantes est une lettre qu'Anne aurait écrite à son père, Thomas Boleyn, vers 1514. Cette lettre est rédigée en français, sa deuxième langue, alors qu'elle complète son éducation aux Pays-Bas, auprès de Marguerite d'Autriche. Selon Ives, le style de la lettre et la maturité de l'écriture prouvent qu'Anne doit avoir environ treize ans au moment de sa rédaction. Cet âge est proche aussi de l'âge minimum requis pour être dame de compagnie ; une thèse corroborée par un chroniqueur de la fin du XVIe siècle, qui écrit qu'Anne est âgée de vingt ans lors de son retour de France. Cependant, Jane Dormer, duchesse de Feria, qui fut dame d'honneur de la reine Marie Ire, affirme dans ses mémoires qu'Anne n'avait pas encore vingt-neuf ans au moment de sa mort et William Camden (1551-1625), biographe de la reine Élisabeth Ire, indique 1507 comme étant l'année de naissance d'Anne. Faute de preuves substantielles, il est donc impossible d'en tirer une conclusion définitive, mais ces deux dernières sources s'accordent pour 1507 comme l'année la plus probable de sa naissance, après le mois de mai puisqu'il est dit qu'à sa mort elle n'avait pas encore 29 ans.

### Enfance et famille
Anne est la fille de Sir Thomas Boleyn et de son épouse Elizabeth Howard. La tradition veut que son lieu de naissance soit le château d'Hever dans le Kent, mais Eric Ives, s'appuyant sur des témoignages de proches, affirme qu'Anne a très probablement vu le jour dans la maison familiale de Blickling Hall, à 25 km au nord de Norwich dans le Norfolk.
Une rumeur tardive veut qu'elle ait souffert de polydactylie (six doigts à sa main gauche) et d'une tache de naissance sur le cou, qu'elle cachait en tout temps par un bijou. Pourtant, aucun témoin oculaire ne mentionne la moindre difformité et moins encore un sixième doigt. De plus, les difformités physiques étant souvent associées au diable, il est difficile d'imaginer qu'Anne Boleyn aurait pu gagner l'affection du roi si elle en avait souffert.
Même si on ne connaît la date de naissance exacte d'aucune des deux sœurs Boleyn, Mary et Anne, on s'accorde sur le fait que Mary est l'aînée. Les enfants de cette dernière en sont persuadés, tout comme la fille unique d'Anne, la reine Élisabeth,. Leur frère, George Boleyn, est quant à lui né autour de 1504,.
À l'âge adulte, Anne n'a pas de très bonnes relations avec son père mais, durant son enfance, il semble qu'elle tenait à lui plaire. Ses relations avec sa sœur Mary semblent être cordiales, mais elles ne sont pas très proches l'une de l'autre ; au moment de sa mort, elles ne se parlaient plus. Elle a une relation beaucoup plus harmonieuse avec sa mère et son frère, dont elle est beaucoup plus proche.
Au moment de la naissance d'Anne, la famille Boleyn est considérée comme l'une des familles les plus respectables de l'aristocratie anglaise, en dépit du fait qu'elle ne détient un titre de noblesse que depuis quatre générations. Plus tard, ses membres ont été taxés d'arrivisme et d'opportunisme, mais ce n'était qu'une attaque politique[réf. nécessaire]. La rumeur que les Boleyn sont une famille de marchands de Londres est infondée. Les arrière-grands-parents d'Anne comprennent un lord-maire de Londres, un duc, un comte, deux dames aristocrates et un chevalier. Elle est certainement de plus noble naissance que Catherine Howard, Jeanne Seymour ou Catherine Parr, les trois autres épouses anglaises du roi,.
Son père est un diplomate très respecté qui possède un don pour les langues ; il est aussi un favori d'Henri VII, qui l'a envoyé dans plusieurs missions à l'étranger et il continue sa carrière sous Henri VIII, qui le considère comme un diplomate hors pair. En Europe, son professionnalisme et son charme lui ont valu de nombreux admirateurs dont l'archiduchesse Marguerite d'Autriche, la fille de Maximilien Ier du Saint-Empire, devenue régente des Pays-Bas, suffisamment impressionnée par Thomas Boleyn pour offrir à sa fille une place parmi ses dames de compagnie. Normalement, une jeune fille doit avoir douze ans pour se voir offrir un tel honneur, mais il est possible qu'Anne soit plus jeune, car Marguerite l'appelle souvent « la petite Boleyn » (on ne sait si cette remarque se réfère à sa stature ou à son âge). Elle fait bonne impression aux Pays-Bas avec ses bonnes manières et sa rigueur à l'étude, elle y vit du printemps 1513 jusqu'à ce que son père l'envoie à Paris poursuivre ses études, à l'hiver 1514.
En France, elle est nommée dame de compagnie de la reine Claude de France et sert d'interprète chaque fois qu'un visiteur anglais de haut rang se présente à la cour française. Durant cette période, elle approfondit sa connaissance du français et acquiert une connaissance de la culture et de l'étiquette françaises. Elle développe aussi un intérêt pour la mode et la philosophie de la religion qui veut une réforme de l'Église. Son éducation prend fin à l'hiver 1521 lorsqu'elle est rappelée en Angleterre par son père. Elle quitte Calais, encore possession anglaise, en janvier 1522.

### Apparence et personnalité

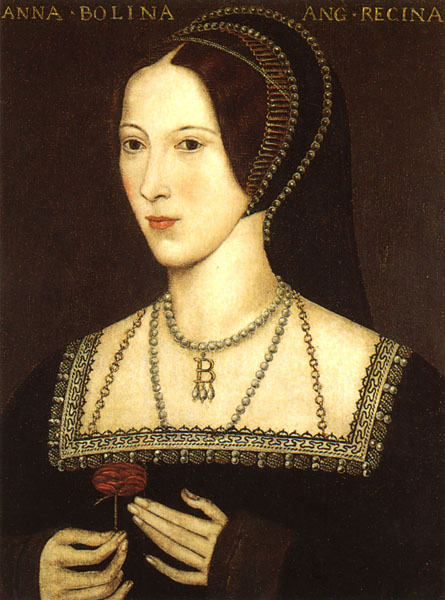
Un portrait d'Anne Boleyn peint quelques années après sa mort. Ses biographes concluent que c'est probablement le portrait posthume le plus véridique.

Anne Boleyn n'est pas une beauté conventionnelle pour son époque. Elle est mince et son teint est reconnu pour être trop foncé. Toutefois, certains observateurs sont impressionnés par ses yeux noirs et ses longs cheveux foncés qu'elle porte librement dans le dos. Un Italien qui a rencontré Anne en 1522 écrit qu'elle n'est pas une des plus belles femmes du monde, mais d'autres pensent qu'elle est « assez belle » et « jeune et jolie ». Un historien a réuni toutes les informations disponibles et a écrit :

« Elle n'a jamais été décrite comme étant d'une grande beauté, mais même ceux qui l'avaient en horreur admettaient qu'elle avait une allure remarquable. Sa peau foncée et ses cheveux noirs lui donnaient une aura exotique dans un contexte culturel où l'on appréciait un teint clair. Ses yeux étaient particulièrement remarquables, « noirs et magnifiques » a écrit un contemporain, tandis qu'un autre les décrit comme « toujours attirants » et « qu'elle savait en user efficacement ». »

Le poète Lancelot de Carle, qui a assisté au procès et à l'exécution d'Anne la décrit ainsi : 

« Que ne l'euſſiez oncques jugée Angloiſe 

En ſes façons, mais née fine Françoiſe: 

Elle ſçauoit bien chanter & dancer 

Et les propos ſaigement adiancer 

Sonner de lucz, & dautres inſtrumens 

Pour divertir les triſtes penſemens, 

Outre ſes biens, & graces tant exquiſes 

Qu'auoit en France heureuſement acquiſes 

Elle eſtoit belle, & de taille élégante 

Eſtoit des yeulx au cheoir plus attirante 

En les tenant quelque fois a repoz »  

« Vous n'auriez jamais jugé qu'elle fût anglaise dans ses manières, mais née fine française : elle savait bien chanter et danser, et exprimer habilement ses paroles. Jouer de la musique et d'autres instruments pour distraire les pensées tristes, en plus de ses biens et de ses grâces si exquises qu'elle avait heureusement acquises en France. Elle était belle et d'une taille élégante, avec des yeux qui attiraient le plus par leur chute. Elle savait bien les guider habilement, les maintenant parfois au repos. »
Au premier abord, les gens sont attirés par sa personnalité. Elle fait excellente impression avec son sens de la mode et inspire de nouvelles tendances aux dames de la cour. Elle est probablement la première « icône de mode » du XVIe siècle. William Forrest (en), auteur d'un poème contemporain à propos de Catherine d'Aragon, loue l'excellence des pas de danse d'Anne :

« Ici, a-t-il écrit, était une jeune damoiselle, qui pouvait s'accrocher et continuer. »

« Le charme d'Anne ne réside pas tant dans son apparence physique que dans sa vive personnalité, sa grâce, sa verve et d'autres qualités. Elle était de petite stature et sa fragilité était attirante... Elle rayonnait en chantant, jouant d'un instrument, dansant et dans l'art de la conversation… Il n'était pas surprenant de voir les jeunes hommes de la cour se presser autour d'elle. »

Elle est une dévote catholique dans la tradition nouvelle de Renaissance humaniste (la qualifier de « protestante » serait exagéré). Elle donne généreusement aux œuvres de charité et coud des vêtements pour les pauvres. Dans sa jeunesse, elle est « adorable et joyeuse » et aime jouer, boire du vin et bavarder. Elle est aussi courageuse et émotive et, selon ses ennemis, elle peut être extravagante, névrotique, vindicative et avoir mauvais caractère :

« Elle apparaît inconsistante — pieuse mais agressive, calculatrice mais émotive, avec une trace de courtisane mais un côté politicien… Les mots de Thomas Cromwell la décrivant sont-ils les plus justes : intelligence, esprit et courage. »

### Un amour royal

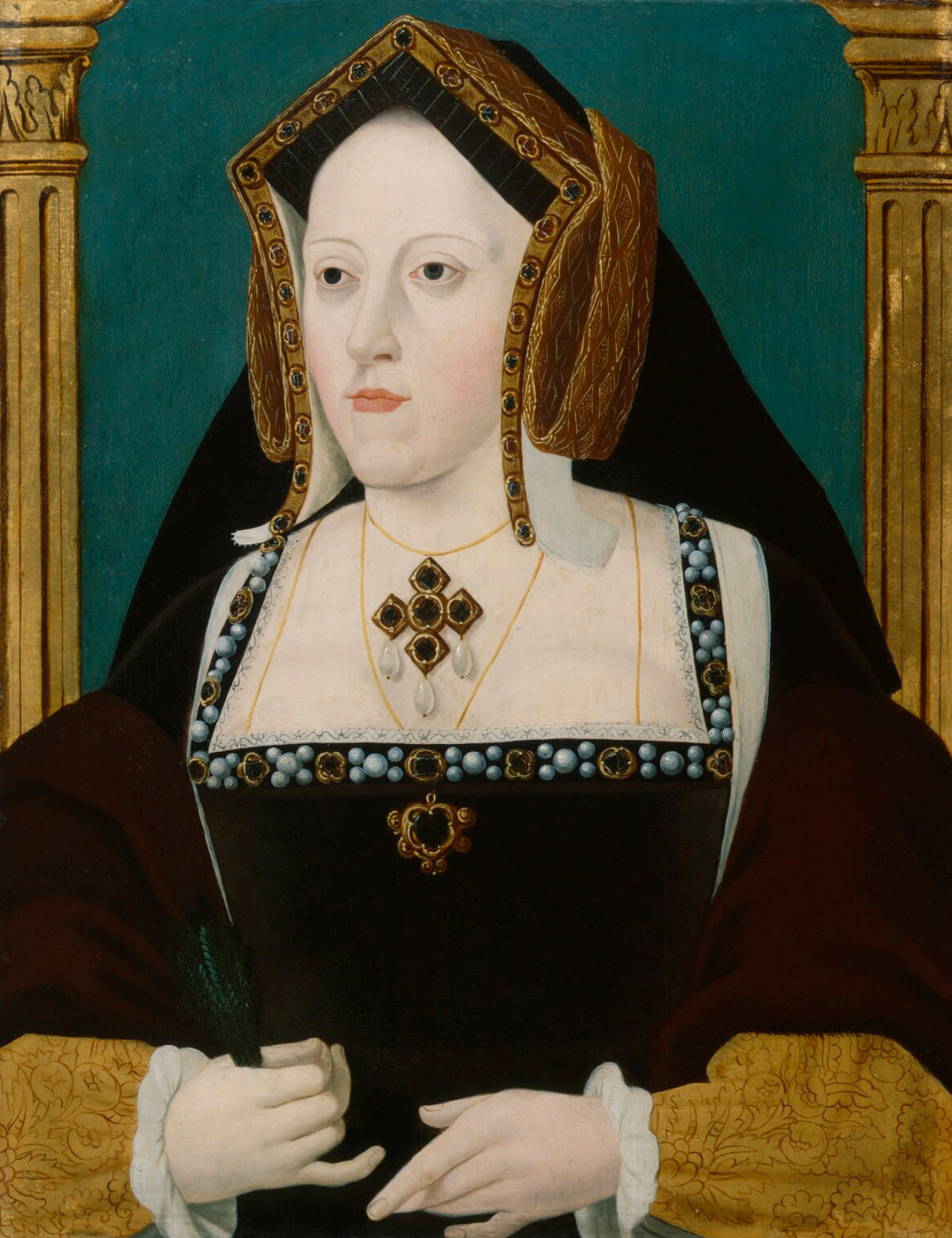
Catherine d'Aragon, première épouse du roi Henri VIII.

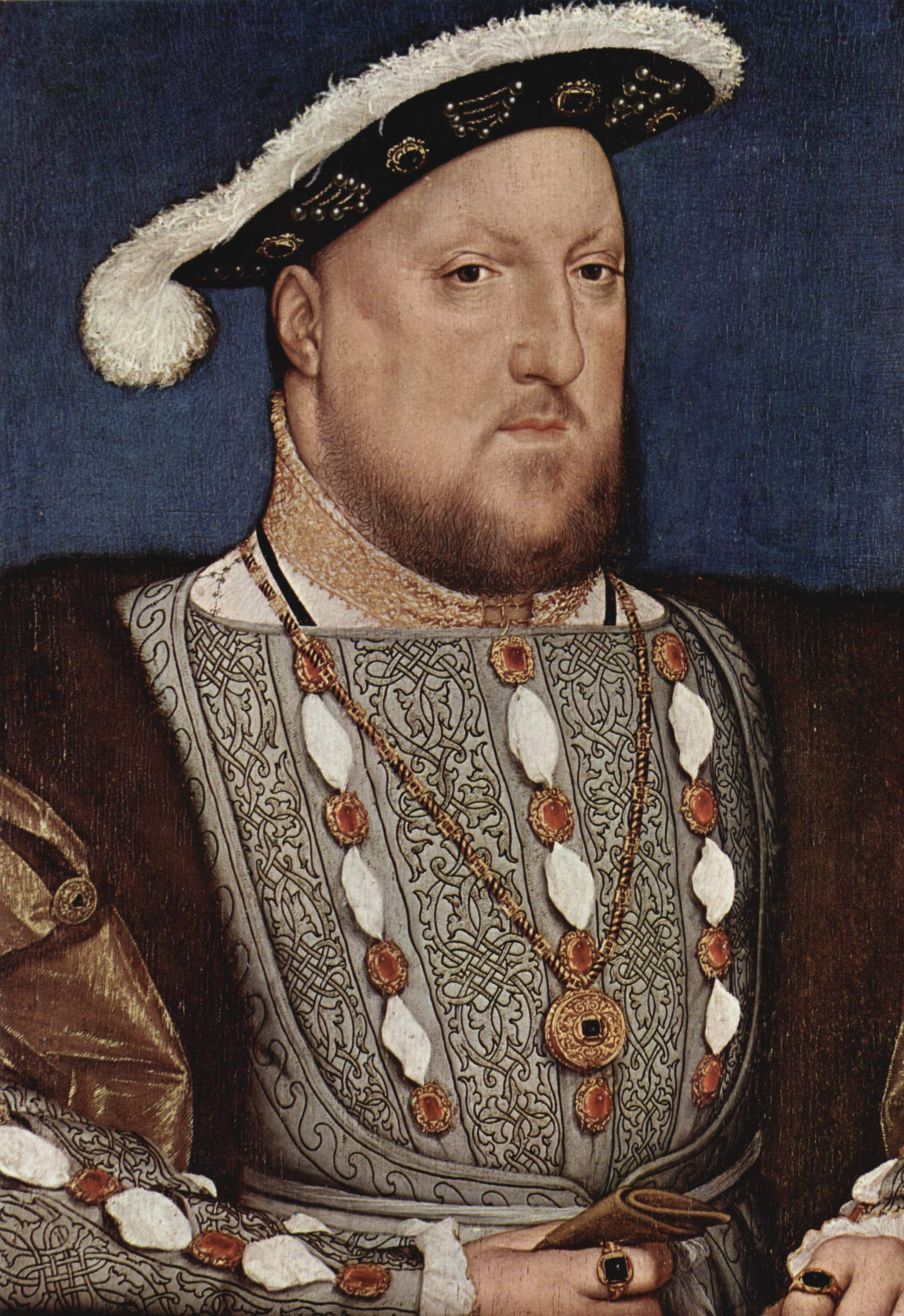
Henri VIII. Il a envoyé à Anne plusieurs douzaines de lettres d'amour.

Lorsque Anne Boleyn arrive à la cour, la femme d'Henri VIII, Catherine d'Aragon, jouit d'une grande popularité, bien qu'elle ait peu d'activités politiques à la cour depuis longtemps. Tous les fils qu'elle a pu avoir sont décédés en bas âge et Henri VIII souhaite un fils pour assurer l'avenir de la monarchie et préserver le pays d'une guerre civile.
Anne Boleyn débute à la cour lors d'un bal masqué en mars 1522, où elle exécute une danse compliquée en compagnie de la jeune sœur du roi, des dames de la cour ainsi que sa propre sœur Mary. Quelques semaines après sa prestation, Anne est reconnue comme la dame la plus élégante et la plus accomplie de la cour ; de plus, elle est connue comme le « miroir de la mode ».
À cette époque, en 1522, elle est courtisée par Henry Percy, fils du comte de Northumberland. La nature exacte de leur relation est encore à ce jour à déterminer. Plusieurs romans et adaptations cinématographiques de la vie d'Anne ont romancé leur amour et décrit comment les jeunes amoureux ont consommé leur union. Toutefois, il est essentiel de noter qu'il aurait été impossible de briser leurs fiançailles si la relation physique avait été consommée. Quelques biographes ajoutent qu'Anne a vu beaucoup trop de réputations brisées pour risquer la sienne aussi aisément. Un prêtre catholique, George Cavendish, grand ennemi d'Anne mais ami d'Henry Percy, a d'ailleurs affirmé que les deux amoureux n'avaient pas été amants.
L'idylle se termine en 1523, lorsque le père d'Henry Percy refuse de reconnaître les fiançailles. Une autre théorie veut que leur liaison ait été brisée par le cardinal Wolsey, le chancelier d'Henri, parce que ce dernier désirait Anne comme épouse. Il est impossible de déterminer si cette hypothèse est vraie et les historiens sont divisés sur cette théorie. Les preuves fondées sur les faveurs accordées à Mary, la sœur d'Anne, et à son époux Sir William Carey, indiquent toutefois que le roi entretenait une liaison avec Mary à ce moment précis.
Selon George Cavendish, Anne est envoyée brièvement en exil sur les terres de sa famille, mais on ne sait combien de temps elle y reste. Lorsqu'elle est de retour à la cour, elle s'entoure d'un cercle de femmes et d'admirateurs masculins, elle se fait connaître pour son habileté à garder les hommes auprès d'elle. Le poète Sir Thomas Wyatt a écrit qu'elle était invulnérable et forte, quoique sage et silencieuse. En 1525, Henri VIII tombe amoureux d'elle et commence à la courtiser.
Mary est pour une courte période la maîtresse du roi, alors qu'elle est mariée à Sir William Carey, membre du conseil privé du roi. Anne résiste aux avances du roi et refuse de devenir sa maîtresse. Elle rejette ses premières avances en disant : « J'implore sincèrement votre majesté de cesser, et ceci est ma réponse de bonne foi. Je préfèrerais perdre la vie que mon honnêteté. » Ce refus ne fait qu'accroître le désir du roi qui la poursuit sans arrêt, même lorsqu'elle quitte la cour pour aller dans le Kent. Les historiens ne s'entendent pas sur les motivations profondes d'Anne pour repousser Henri — certains pensent que c'était par vertu et d'autres par ambition. Finalement, il lui demande de l'épouser, ce qu'elle accepte. Toutefois, elle continue de refuser les avances d'Henri, car tout enfant né avant le mariage est considéré comme illégitime. Il est courant de penser que la volonté d'Henri de l'épouser le conduit à chercher une façon de rompre son mariage avec Catherine d'Aragon. Il existe cependant des preuves qu'Henri ait voulu mettre fin à ce mariage avec la reine Catherine auparavant. Henri sollicite une annulation du mariage à Rome en 1527.
Au début, Anne reste effacée mais dès 1528, il est clair qu'Henri a l'intention de l'épouser. La famille d'Anne l'aide et elle a beaucoup de soutien à la cour. Initialement du moins, elle se garde de se mêler de politique. Henri lui offre un train de vie somptueux : elle accumule beaucoup de robes, fourrures et bijoux, se voit attribuer des servantes attitrées, plusieurs dames d'honneur et de nouveaux appartements.

### Le pouvoir derrière le trône

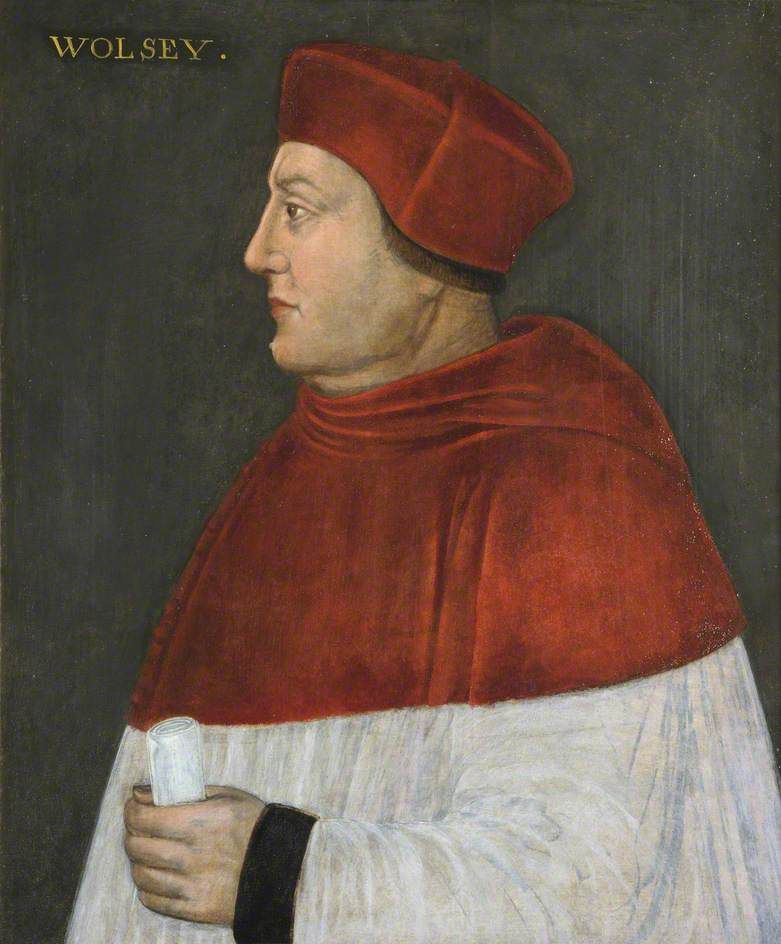
Le ministre en chef d'Henri, le cardinal Wolsey.

En 1529, il devient clair que le pape Clément VII n'a aucunement l'intention d'accorder l'annulation du mariage à Henri. Une partie du problème est que Charles V, empereur romain germanique (et roi d'Espagne), neveu de Catherine d'Aragon, tient le pape captif. Henri comprend qu'il est peu probable qu'un pape captif du neveu de la reine lui accorde une annulation. De plus, l'Église doit faire face à la réforme protestante, et ne peut se permettre de se contredire en annulant un mariage pour lequel elle a accordé une dispense spéciale, sans donner à ses détracteurs de plus amples raisons de contester son autorité. La tension politique à l'étranger monte, l'inquiétude en Angleterre aussi et la loyauté du cardinal Wolsey envers les Boleyn est remise en question.
Convaincue qu'il est un traître, Anne Boleyn obtient qu'il soit démis de ses charges en 1529. Après avoir été démis, le cardinal Wolsey lui demande son aide pour revenir au pouvoir, mais elle la lui refuse. À ce moment, des tractations secrètes commencent entre la reine Catherine et le pape Clément VII afin de contraindre Anne à l'exil. Lorsque cela est découvert, Henri VIII ordonne l'arrestation du cardinal Wolsey, qui décède lors de son transfert à la tour de Londres en 1530, où il devait être exécuté pour trahison. Un an plus tard, la reine Catherine est bannie de la cour et ses anciens appartements donnés à Anne.
Avec la disparition de Wolsey, Anne Boleyn devient la personne la plus puissante à la cour. Elle a beaucoup d'influence sur les audiences accordées et sur les thèmes politiques. Son exaspération devant le refus du Vatican de la reconnaître comme reine l'incite à proposer une autre politique à Henri. Elle suggère qu'il suive les conseils de radicaux religieux tels William Tyndale qui dénie l'autorité du pape et qui croit qu'un monarque doit diriger l'Église. Lorsque William Warham, l'archevêque de Cantorbéry, meurt, Anne Boleyn fait nommer l'aumônier de sa famille Thomas Cranmer en qualité de nouveau conseiller favori du roi.
Durant cette période, elle joue aussi un grand rôle dans la position internationale de l'Angleterre en consolidant des accords avec la France. Elle établit d'excellentes relations avec l'ambassadeur de France Gilles de la Pommeraie qu'elle captive. Avec son aide, elle organise une conférence internationale à Calais à l'hiver 1532, conférence où le roi espère obtenir l'aide de François Ier pour favoriser son nouveau mariage.
Avant de partir pour Calais, le roi la titre marquise de Pembroke. Elle est la première femme anglaise à recevoir un titre en son nom propre. La famille d'Anne profite de cette nouvelle position. Son père, déjà vicomte de Rochford, est créé comte de Wiltshire et, par l'intervention d'Anne, comte d'Ormonde. La sœur d'Anne, Mary, a droit quant à elle à une pension de 100 livres et son fils est éduqué dans un monastère cistercien réputé.

### Mariage
La conférence de Calais est un triomphe politique éclatant puisque le monarque français (François Ier) approuve le remariage d'Henri. Immédiatement après leur retour de Douvres, Henri et Anne se marient secrètement. Quelques mois plus tard, Anne découvre qu'elle est enceinte et comme la coutume anglaise le prévoit, une deuxième cérémonie se tient à Londres le 25 janvier 1533.
Les événements vont ensuite se précipiter. Le 23 mai 1533, Thomas Cranmer, l'archevêque de Cantorbéry, lors d'une audience particulière du tribunal spécial à l'église Priory de Dunstable déclare que le mariage d'Henri et de Catherine d'Aragon est nul et invalide. Cinq jours plus tard, le 28 mai 1533, Cranmer déclare le mariage d'Henri et d'Anne valide. Sept ans après le début de leur liaison, Anne devient l'épouse légitime et reine d'Angleterre. La reine Catherine est dépouillée de son titre juste à temps pour le couronnement d'Anne le 1er juin 1533. En signe de défi au pape, Cranmer déclare que l'Église d'Angleterre est maintenant sous l'autorité de son souverain et non de celle de Rome. Cet événement sera connu plus tard sous le nom d'Acte de suprématie. Il marque la fin de l'histoire d'Angleterre en tant que pays catholique romain. Peu de gens à l'époque en saisissent la profonde signification et encore moins sont prêts à défendre l'autorité du pape. La reine Anne est ravie du cours des événements — même si elle ne le montre pas publiquement ; bien qu'elle désapprouve ouvertement le rejet de la liturgie catholique (le roi ne laissait pas le choix), elle croit que la papauté corrompt le christianisme. Les restes de catholicisme transparaissent dans sa dévotion ostentatoire envers la Vierge Marie lors de son couronnement.
Après son couronnement, Anne se prépare à la naissance de son enfant que tous espèrent être un garçon. Une brève aventure du roi avec une dame de la cour provoque une première dispute sérieuse. Elle accouche d'une fille, le 7 septembre 1533, au palais de Greenwich, qu'on baptise Élisabeth en l'honneur de la mère d'Henri, Élisabeth d'York. Malgré sa déception, le roi lui offre un magnifique baptême. La princesse est ensuite installée avec ses propres domestiques au manoir Hatfield Palace. L'air de la campagne profite bien au nourrisson, et Anne est une mère affectueuse qui rend souvent visite à son enfant.

### La vie en tant que reine

Emblème d'Anne Boleyn en tant que reine d'Angleterre.

250 domestiques sont au service de la reine, du prêtre au garçon d'écurie, soit à peine plus que ceux affectés au service de Catherine : elle dispose en effet d'une soixantaine de demoiselles d'honneur pour la servir et l'accompagner dans les cérémonies, ainsi que de plusieurs prêtres pour la confesser et la conseiller. L'un d'eux est le modéré Matthew Parker, l'un des futurs architectes de la nouvelle Église anglicane sous le règne d'Élisabeth Ire. Anne a également à son service une bouffonne, possiblement Jane Foole qui sera par suite dans l'entourage de la princesse Marie et de la reine Catherine Parr,,.
Sa réputation d'être favorable à la réforme religieuse se répand dans toute l'Europe et elle est adulée par l'élite protestante ; même Martin Luther voit favorablement son accession au trône. Elle sauve la vie de Nicolas Bourbon, condamné à mort dans un procès de l'Inquisition française ; reconnaissant, ce dernier la surnomme ensuite « la reine aimée de Dieu ». Elle prend des positions favorables à une réforme religieuse, encourageant la traduction de la Bible en anglais ; cependant, elle ne remet pas en cause la doctrine catholique de la transsubstantiation. De plus, son époux s'opposant à la plupart des réformes doctrinales proposées par les luthériens, elle doit se montrer prudente pour amener l'Angleterre vers ce qui est communément appelé « le nouvel apprentissage ». Elle est de nature très généreuse et distribue des vivres aux pauvres ainsi que des fonds aux œuvres éducatives.
En tant que reine, elle préside une cour magnifique. Au XVIe siècle, les membres de la famille royale doivent vivre dans un faste extravagant afin de proclamer la puissance de la monarchie. Anne dépense des sommes folles en robes, bijoux, coiffures, plumes de paons, articles d'équitation et meubles du monde entier. De nombreux palais sont rénovés pour satisfaire ses goûts de luxe.
Un groupe de jeunes hommes continue de fréquenter les appartements de la reine, où ils séduisent les dames de compagnie, et avec sa permission, dansent avec la reine. Elle ne dépasse toutefois jamais les limites de la bienséance, allant parfois jusqu'à les réprimander s'ils deviennent trop entreprenants avec elle ou avec les dames de sa suite. Cette pratique ne constitue pas une nouveauté : un groupe de jeunes hommes a aussi servi Catherine d'Aragon dans les années 1510 : cependant, cette attitude a une influence néfaste sur sa réputation par la suite.
La vie conjugale d'Anne est orageuse ; le couple royal a des périodes d'affection et de calme, mais les infidélités répétées d'Henri offensent beaucoup sa nouvelle épouse, qui réagit par des larmes et des crises de colère à chaque nouvelle maîtresse. Pour sa part, Henri trouve irritantes les opinions d'Anne sur la politique et la religion. Sa seconde grossesse se termine par une fausse couche à l'été 1534. Le roi finit par croire que son inaptitude à lui donner un héritier mâle est une trahison.
L'ambassadeur de France remarque l'atmosphère tendue entre les époux lors d'un banquet en 1535. Lorsqu'il s'entretient avec Anne plus tard dans la soirée, elle lui répond qu'elle se sent très seule et épiée par les gens de la cour. Cette pression fait éclater sa colère qui se répand sur son oncle qu'elle suspecte de lui être déloyal. Lorsque sa sœur épouse un roturier, elle la fait bannir de la cour. Les deux sœurs refusent de se pardonner, même lorsque Mary écrit une lettre à Anne proclamant son amour pour son nouvel époux. La reine s'adoucit cependant et envoie un magnifique gobelet en or et de l'argent aux nouveaux époux, mais elle ne les invite pas à la cour pour autant.
Anne est aussi blâmée pour le gouvernement tyrannique de son époux. Elle est soupçonnée d'avoir poussé Henri à signer l'arrêt de mort de son ancien conseiller Sir Thomas More, lorsque ce dernier refuse de rompre son serment de loyauté envers le pape Paul III. Cependant, aucune preuve ne nous est parvenue. Il est improbable qu'elle l'ait défendu, mais puisqu'il l'a reconnue comme reine à la place de Catherine, elle n'avait aucune raison de demander sa mise à mort.

### Grossesses
Étant donné les circonstances de son mariage et le désir presque désespéré d'Henri d'avoir un fils, la succession des grossesses d'Anne a suscité beaucoup d'intérêt. Quelques-uns estiment qu'elle a pu avoir jusqu'à sept grossesses, dont trois se seraient terminées par des fausses couches tellement précoces qu'elles n'ont pas été reconnues et que le sexe des fœtus demeure inconnu. Les seules quatre grossesses documentées sont celle d'Élisabeth, née en 1533, une fausse couche en été 1534, une autre d'un fœtus mâle à environ une vingtaine de semaines au mois de janvier 1535 et une dernière située au début de l'été 1535. Il est tout de même difficile de croire qu'Anne ait pu subir, dans une si courte période, trois autres avortements spontanés en plus des trois déjà confirmés.

### Mort de Catherine d'Aragon

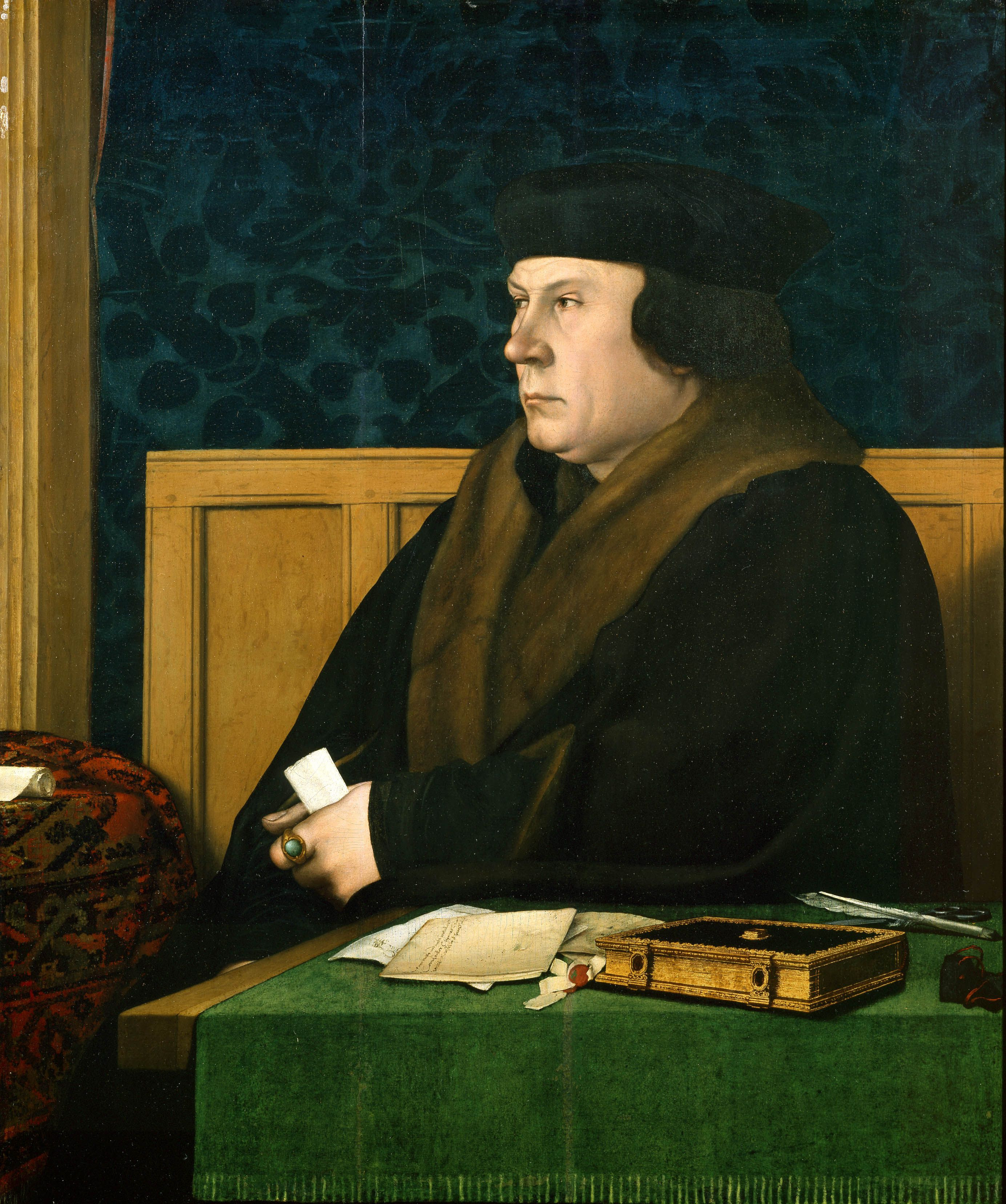
Thomas Cromwell : autrefois ami d'Anne, il participa au complot qui causa sa mort.

Catherine d'Aragon décède en janvier 1536. Lorsqu'ils apprennent la nouvelle, Anne et Henri revêtent des vêtements jaune clair. Certains historiens analysent ce choix vestimentaire comme une démonstration publique de joie, mais d'autres remarquent que le jaune est la couleur nationale de deuil à cette époque et qu'il est porté en signe de respect pour le défunt. Il est douteux que le couple royal décide de célébrer publiquement la mort de Catherine, car Henri la considère après tout comme la princesse douairière et la veuve de son frère Arthur.
Des rumeurs voulant que Catherine ait été empoisonnée se répandent à la cour et dans le pays ; Henri et Anne sont les principales personnes soupçonnées. Ces rumeurs commencent lorsqu'on découvre lors de son embaumement que son cœur est noirci. Les experts médicaux modernes s'accordent pour dire que le noircissement du cœur de Catherine n'est pas dû à un empoisonnement, mais bien à un cancer du cœur, non diagnostiqué à l'époque. Après le décès de Catherine, Anne essaye sans succès de se rapprocher de sa fille, Marie.
Le jour des funérailles de Catherine, le 29 janvier 1536, Anne fait une fausse couche d'un garçon. Pour plusieurs observateurs, cette douloureuse perte marque le début de la fin pour le mariage royal. Ce qui s'ensuit est la période la plus controversée de l'histoire anglaise, mêlant une tragédie personnelle et la grande politique des Tudors.
Tandis qu'Anne se relève de sa fausse couche, Henri déclare que son mariage est « maudit par Dieu ». Jeanne Seymour, ancienne dame d'honneur de Catherine d'Aragon puis d'Anne Boleyn, déménage dans de nouveaux appartements plus prestigieux que cette dernière et George Boleyn, le frère d'Anne, se voit refuser le titre de chevalier de la Jarretière, attribué au frère de Jeanne, Edward Seymour. En plusieurs occasions, Anne exprime le pressentiment qu'elle va bientôt être répudiée.

### Chute et disgrâce

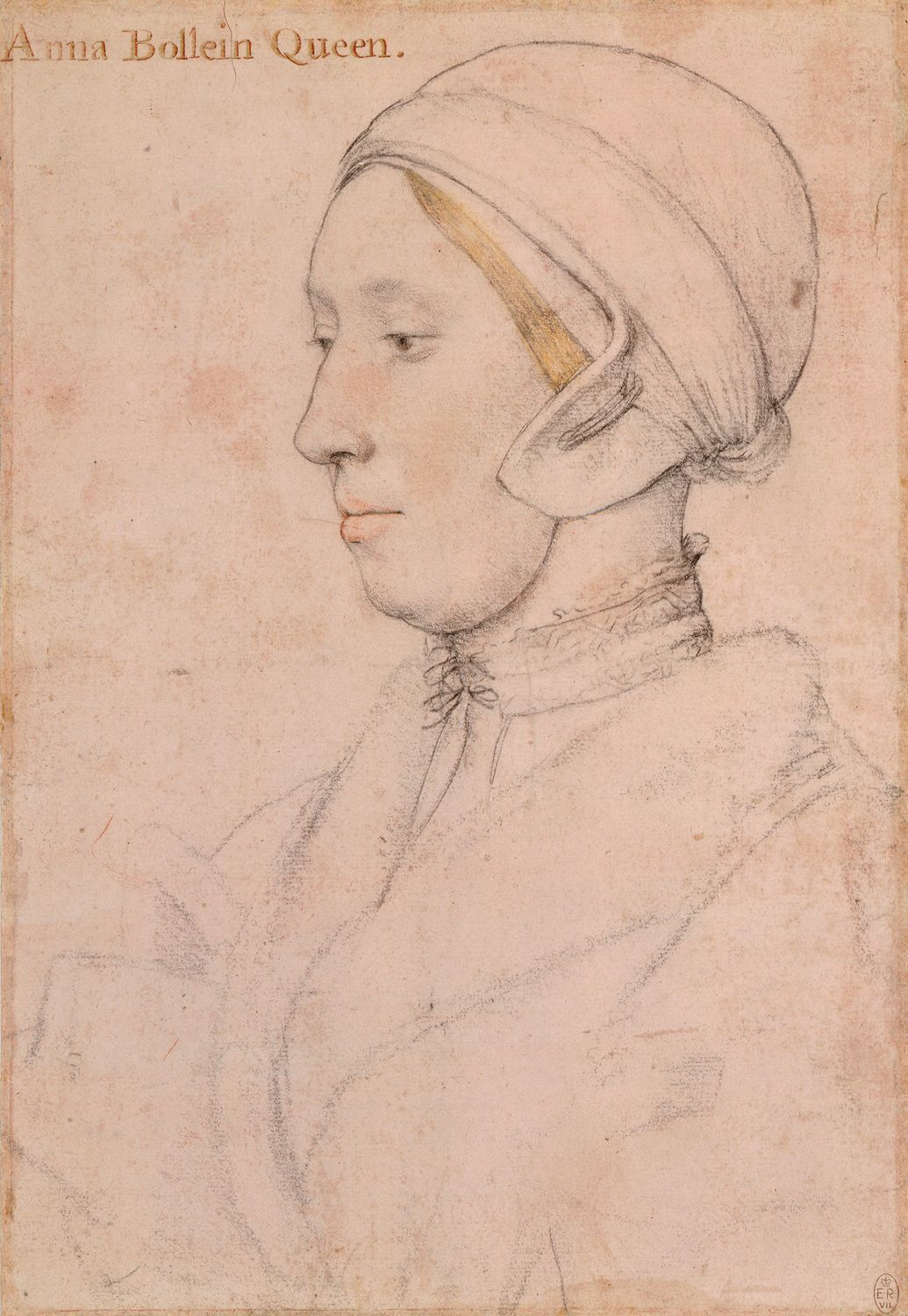
Esquisse pour un portrait d'Anne par Hans Holbein le jeune.

Avec la mort de Catherine d'Aragon, Anne se retrouve dans une situation encore plus précaire. Tout au long de son ascension vers le pouvoir et durant son bref règne, elle se fait beaucoup d'ennemis à la cour et le peuple anglais resté fidèle à la reine Catherine qui la déteste, ne voyant en elle qu'une intrigante et une usurpatrice.
Thomas Cromwell, ministre et proche conseiller du roi, commence à chercher un moyen pour se débarrasser d'Anne, certains disent sur l'ordre du roi. Il n'a guère de difficulté à trouver des gens prêts à témoigner contre elle. Son musicien Mark Smeaton, les courtisans Sir Henry Norris, Sir Francis Weston (en) et William Brereton (en), ainsi que son propre frère George Boleyn, Lord Rochford, sont accusés d'être les amants de la reine et arrêtés. Smeaton avoue sous la torture alors que les autres nient fermement les accusations.
Le 2 mai 1536, Anne est arrêtée sur le coup de midi et amenée à la tour de Londres, accusée d'adultère, d'inceste et de haute trahison. D'abord affolée, elle demande des détails sur les allées et venues de sa famille et sur les accusations portées contre elle. Les quatre hommes sont jugés à Westminster le 12 mai 1536 et sont reconnus coupables et condamnés à mort. Le frère d'Anne est jugé et condamné à la même peine trois jours plus tard.
Anne est à son tour jugée à la tour de Londres, le 15 mai 1536. Durant son procès, elle nie avec véhémence chacune des vingt-et-une accusations proférées contre elle et se défend avec éloquence, mais en vain. Elle est également reconnue coupable et condamnée à mort, soit par décapitation, soit sur le bûcher, au bon plaisir du roi. En guise de clémence, Henri opte pour la décapitation. Anne demande alors d'être exécutée selon la mode française, à l'épée jugée plus noble et surtout plus efficace que la hache, en général utilisée en Angleterre pour les exécutions. On fait appel à un expert venu expressément de Calais.
Les présumés amants de la reine sont exécutés le 17 mai 1536. Le même jour, l'archevêque Thomas Cranmer déclare illégitimes le mariage d'Anne et du roi et leur fille Élisabeth.

### Exécution
Choisi par le roi pour son professionnalisme, le bourreau français tarde à venir. L'exécution, prévue initialement la veille, a lieu le matin du vendredi 19 mai 1536. Le gouverneur de la tour de Londres décrit la scène ainsi :

« Ce matin elle m'envoya chercher, car elle voulait que je l'accompagne dans sa communion pour que les gens comprennent son innocence et me dit ceci : « M. Kingston, j'ai entendu que je ne mourrai pas avant midi. Je suis déçue car je pensais être morte à cette heure et avoir oublié ma souffrance. » Je lui répondis qu'elle ne souffrirait pas, c'était peu. Et elle me dit : « J'ai entendu que le bourreau était très habile, et j'ai un petit cou », elle prit alors son cou entre ses mains et se mit à rire. J'ai vu beaucoup de femmes exécutées, et elles étaient toutes en grande peine, et à ma connaissance, cette femme était dans la joie en l'attente de la mort. Son aumônier est toujours avec elle depuis deux heures après minuit. »

On l'amène enfin à l'endroit où est dressé l'échafaud (Tower Green) dans l'enceinte de la tour de Londres. Elle porte une petite cape rouge sur une grande robe grise en soie bordée de fourrure. Ses cheveux sont attachés et elle porte sa coiffe française habituelle. Elle fait une courte déclaration :

« Bon peuple chrétien, je suis venue ici pour mourir, parce que selon la loi et par la loi je dois mourir, alors je ne parlerai pas contre. Si j'ai été amenée à cette fin par la volonté de Dieu, je ne suis ici pour accuser personne, ou pour parler de ce dont je suis accusée et condamnée à mort, mais je prie Dieu pour sauver le roi et pour qu'Il lui accorde un long règne, car jamais il n'y eut de prince plus doux et clément, et, pour moi, il a toujours été un bon et doux souverain. Et si une personne s'intéresse à ma cause, je lui demande de juger pour le mieux. Sur ce, je prends mon congé du monde et de vous tous, et je vous demande du fond du cœur de prier pour moi. »

Selon l'usage, elle pardonne au bourreau qui l'en a suppliée. Elle demande aux assistants de prier pour le roi « qui est si bon ». Elle s'agenouille. Lors d'une exécution à la française, il n'y a pas de billot pour déposer sa tête. Ses demoiselles d'honneur lui enlèvent sa coiffe et lui bandent les yeux. Ses prières finales consistent à répéter : « À Jésus-Christ je recommande mon âme ; Jésus recevez mon âme. » L'exécution est brève, d'un seul coup d'épée. Selon une légende, le bourreau fut tellement touché par l'histoire d'Anne qu'il aurait dit, afin qu'elle ne s'y attende pas : « Où est mon épée ? » la décapitant dans le même mouvement.
Sur l'autre rive de la Tamise, le théologien réformateur Alexandre de Hales, accompagné de l'archevêque Thomas Cranmer, marche dans les jardins du manoir Lambeth. Ils entendent les canons signalant la fin de l'exécution, l'archevêque lève les yeux au ciel et déclare : « Elle qui était une reine anglaise sur terre est devenue une reine du paradis ». Il s'assoit alors sur un banc et pleure.
Le gouvernement n'a pas prévu de cercueil pour Anne. Ses habits sont offerts au bourreau dans le cadre d'une partie de son paiement. Revetu d'un linceul blanc, son corps et sa tête sont alors placés dans une caisse de flèches et enterrés sans cérémonie dans la chapelle de St Peter ad Vincula dans l'enceinte de la tour. Son corps fut l'un de ceux qui purent être identifiés lors de la restauration de la chapelle sous le règne de la reine Victoria : son lieu de repos éternel est maintenant signalé dans le marbre du sol.
L'ambassadeur de l'Empire, Chapuys, l'un des principaux acteurs de sa chute, écrit par la suite au roi en guise de condoléances : « Plus d'un homme bon et grand, même parmi les empereurs et les rois, a souffert de l'astuce des mauvaises femmes ». Afin de bien montrer qu'il ne regrette rien, le roi lui dira qu'Anne avait eu au moins cent amants. Plus tard, Chapuys écrit à l'empereur Charles Quint : « Vous n'avez jamais vu de prince ni d'homme qui fasse plus parade de ses cornes et les porte avec autant de sérénité ».

## Motifs de sa disgrâce
Les historiens débattent toujours pour trouver la véritable raison de sa chute du trône anglais. Plusieurs théories ont été formulées.

### Victime romantique
L'explication traditionnelle est qu'Anne fut la victime de la cruauté du Roi et que le fait qu'elle soit incapable de lui donner un héritier mâle impliquait que Henri ne reculerait devant rien pour se débarrasser d'elle. Un historien du XXe siècle, Geoffrey Elton, soutenait qu'Anne et cinq hommes furent mis à mort légalement parce que le roi souhaitait se remarier. De fait, Henri VIII était tellement dénué de scrupules qu'il était prêt à apparaître comme cocu et même victime de sorcellerie pour parvenir à ses fins. Le lendemain de l'exécution d'Anne Boleyn, Henri VIII s'est fiancé avec Jeanne Seymour, qu'il épousa dix jours après.

### Attaque politique
La théorie la plus répandue veut qu'Anne soit détrônée par un complot orchestré par ses ennemis. Une alliance avec l'Espagne devenait souhaitable pour plusieurs raisons et Anne était tellement mal vue de la famille royale espagnole que sa présence devenait gênante. Thomas Cromwell, un temps son ami, comprend qu'elle doit disparaître. Il est plus que prêt à sacrifier cinq hommes innocents pour parvenir à ses fins.

### Coupable des accusations
L'historien britannique George W. Bernard (en) est le seul historien moderne à soutenir la thèse de la trahison et de l'adultère. En 1991, il écrit : « La position la plus sûre pour un historien moderne est d'affirmer qu'Anne a vraiment commis l'adultère avec Norris et brièvement avec Smeaton et qu'il y avait suffisamment de preuves factuelles pour douter du déni des autres. »

## Ascendance d'Anne Boleyn
Anne Boleyn est une descendante par sa mère de Thomas de Brotherton, comte de Norfolk, fils d'Édouard Ier, roi d'Angleterre, et de Marguerite de France, petite-fille de Saint Louis — elle a donc aussi une ascendance capétienne, étant une très lointaine cousine d'Henri VIII.

## Anne Boleyn dans la culture
De par sa dimension tragique, le personnage d'Anne Boleyn apparaît dans d'innombrables œuvres culturelles occidentales.

### Littérature
- 1545 : Épistre contenant le procès criminel fait à l'encontre de la royne Boullan[52] d'Angleterre de Lancelot de Carle.
- 1613 : (en) Henri VIII de William Shakespeare.
- 1682 : (en) La Vertu trahie, ou Anne Boleyn de John Banks.
- 1791 : Henri VIII, tragédie de Marie-Joseph Chénier.
- 1947 : Anne de Boleyn, biographie romancée de Marcelle Vioux.
- 1960 : (en) Un homme pour l'éternité (A Man for All Seasons), une pièce de théâtre de Robert Bolt adaptée au cinéma en 1964.
- 1993 : L'heure des sorcières, roman d'Anne Rice où Anne Boleyn est décapitée pour avoir mis au monde le Taltos.
- 1998 : Une reine pas très catholique, une biographie de Dominique Muller.
- 2009 : Wolf Hall de Hilary Mantel, suivi de Bring up the bodies.
- 2018 : Les reines maudites, tome 2 : Anne Boleyn, de Alison Weir.

### Musique
- XVIe siècle : Greensleeves, un air populaire souvent attribué (sans preuve aucune) à Henri VIII en l'honneur d'Anne Boleyn.
- 1830 : Anna Bolena, un opéra de Gaetano Donizetti.
- 1882 : Anne Boleyn, fantaisie tragique pour harmonie ou fanfare d'Henri Kling.
- 1883 : Henry VIII, un opéra de Camille Saint-Saëns.
- 1973 : un titre de The Six Wives of Henry VIII, un album de rock progressif de Rick Wakeman.
- 1980 : Anne, du groupe de rock progressif néerlandais Kayak.
- 1997 : Anne Boleyn, opéra de chambre de Julia Gomelskaïa.
- 2006 : Transylvania (en), Anne Boleyn est le personnage principal de cette chanson de McFly.
- 2009 : Un titre de l'album de Rick Wakeman, The Six Wives of Henry VIII Live at Hampton Court Palace
- 2014 : The Ballad of Anne Boleyn, un album de Karliene.
- 2017 : Six, une comédie musicale sur les six femmes de Henri VIII, sa chanson attitrée s'intitule Don't Lose Your Head
- 2017 : Deadcrush, un titre de l'album Relaxer du groupe de rock indépendant Alt-J
- 2018 : Don't Lose Ur Head, un album de Toby Marlow et Lucy Moss.
- 2018 : Ann - Chapter 1: Anne Boleyn, le premier volume de la trilogie ANN du groupe de métal symphonique progressif Ex Libris.

### Cinéma
- 1905 : Les Derniers Moments d'Anne de Boleyn de Georges Méliès.
- 1911 : Henry VIII de William G.B. Barker (en) : Laura Cowie.
- 1912 : 
  - Une intrigue à la cour d'Henri VIII de Camille de Morlhon : Léontine Massart.
  - Cardinal Wolsey de James Stuart Blackton et Laurence Trimble : Clara Kimball Young.
- 1913 : Anne de Boleyn de Henri Desfontaines et Louis Mercanton : Laura Cowie.
- 1920 : Anne Boleyn d'Ernst Lubitsch : Henny Porten.
- 1933 : La Vie privée d'Henry VIII (The Private Life of Henry VIII) d'Alexander Korda : Merle Oberon.
- 1937 : Les Perles de la couronne de Christian-Jaque et Sacha Guitry : Barbara Shaw.
- 1953 : 
  - La Reine vierge (Young Bess) de George Sidney : Elaine Stewart.
  - You are there, épisode The Crisis of Anne Boleyn de John Frankenheimer : Beatrice Straight.
- 1966 : Un homme pour l'éternité de Fred Zinnemann : Vanessa Redgrave.
- 1969 : Anne des mille jours (Anne of the Thousand Days) de Charles Jarrott : Geneviève Bujold.
- 1972 : Henry VIII and His Six Wives de Waris Hussein : Charlotte Rampling.
- 1986 : God's Outlaw (en) de Tony Tew : Oona Kirsch.
- 2000 : Kevin & Perry d'Ed Bye (en) : Natasha Little.
- 2008 : Deux Sœurs pour un roi de Justin Chadwick : Natalie Portman.
- 2021 : Spencer de Pablo Larraín : Amy Manson.

### Télévision

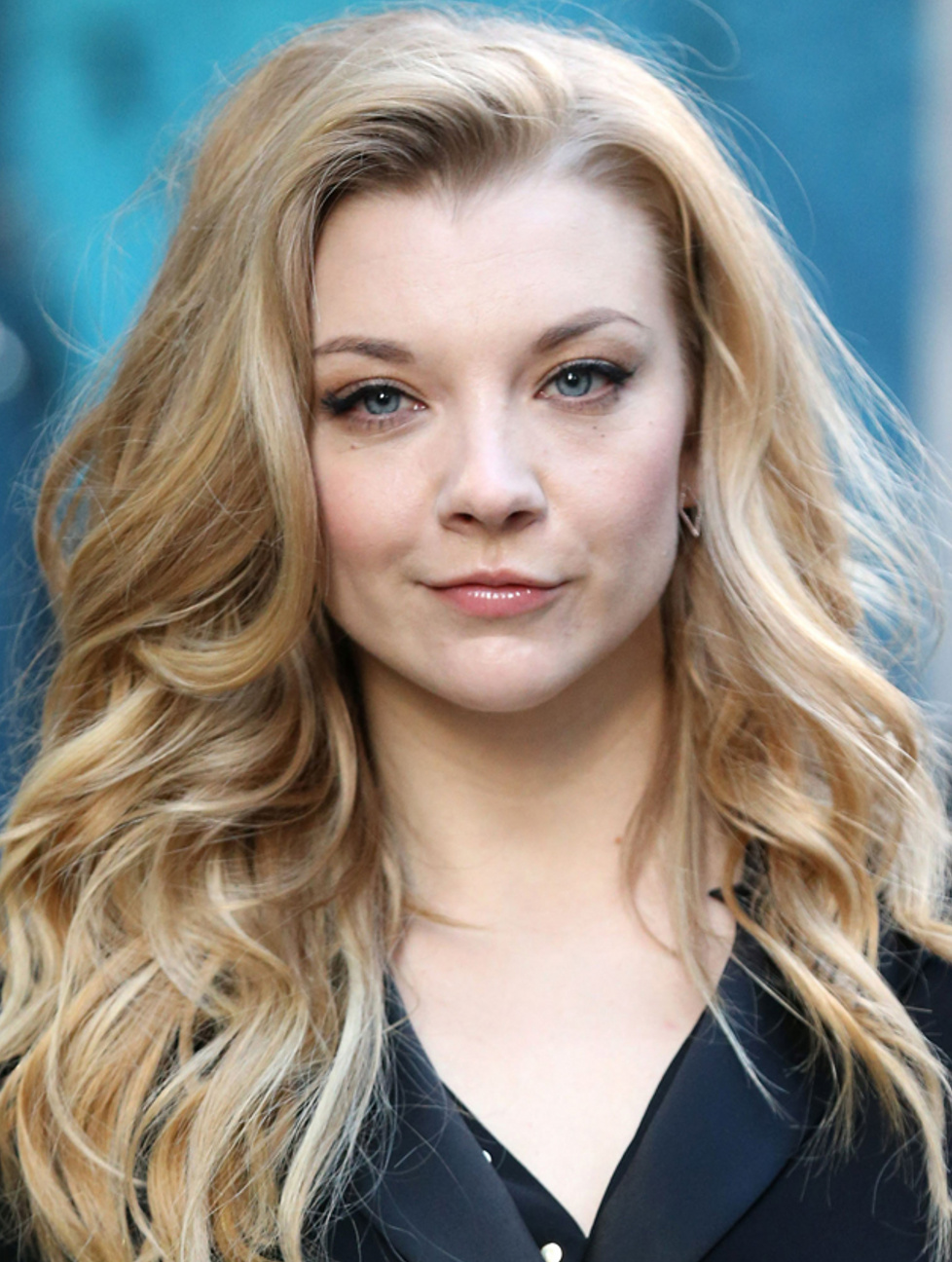
Natalie Dormer actrice interprétant Anne Boleyn dans la série Les Tudors.

- 1952 : Omnibus, épisode The trial of Anne Boleyn de William A. Graham et Michael Ritchie : Lilli Palmer.
- 1970 : Les Six Femmes d'Henry VIII, série TV de Naomi Capon (en) et John Glenister : Dorothy Tutin.
- 1991 : Henry VIII de Pierre Jourdan : Lucile Vignon.
- 2001 : Timewatch, épisode The King's Servant de Paul Bradshaw (en) : Sophie Clarke.
- 2001 : Sydney Fox, l'aventurière, épisode Royal ring de Wade Eastwood : Sarah Pratt.
- 2001 : The Six Wives of Henry VIII (en), épisodes Anne Boleyn et Catherine Of Aragon de Denise Perrin : Julia Marsen.
- 2003 : The Other Boleyn Girl (en) de Philippa Lowthorpe : Jodhi May.
- 2003 : Henry VIII de Pete Travis : Helena Bonham Carter.
- 2006 : The Madness of Henry VIII de Doug Schultz : Ioana Flora (en).
- 2006 : Sphinx - Geheimnisse der Geschichte, épisode Heinrich VIII de Wolfram Giese : Lisa Ivana Brühlmann.
- 2007-2008 et 2010 : Les Tudors, série TV de Michael Hirst : Natalie Dormer (saisons 1, 2, 3 et 4).
- 2015 : Wolf Hall, mini-série de six épisodes inspirée de deux romans : Claire Foy.
- 2020 : The Spanish Princess, mini-série de huit épisodes : Alice Nokes.
- 2021 : Anne Boleyn (en), mini-série de trois épisodes : Jodie Turner-Smith.

### Docufiction
- 2013 : The Last Days of Anne Boleyn, interprété par Tara Breathnach
- 2023 : Blood, Sex & Royalty, sur Netflix et interprété par Amy James-Kelly